# Mimela glabra
Mimela glabra är en skalbaggsart som beskrevs av Hope 1841. Mimela glabra ingår i släktet Mimela och familjen Rutelidae. Inga underarter finns listade i Catalogue of Life.